# Conchita Barrecheguren
Maria Concepción Barrecheguren García (27. listopadu 1905, Granada – 13. května 1927, tamtéž) byla mladá španělská římská katolička. Katolická církev ji uctívá jako blahoslavenou.

## Život

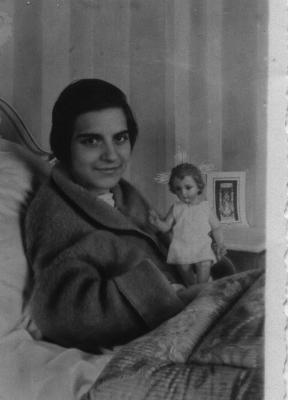
Bl. Conchita Barrecheguren ve své posteli, držící v rukou sošku Ježíška

Narodila se dne 27. listopadu 1905 v Granadě jako jediné dítě ct. Francisca Barrechegurena a Conchy Garcíe. Pokřtěna byla dne 8. prosince 1905 na slavnost Neposkvrněného početí Panny Marie. Asi v roce a půl jí byla diagnostikována akutní enterokolitida. Brzy se však uzdravila, což bylo připisováno přímluvě Panny Marie Lurdské.
Měla však i jiné zdravotní problémy, pro něž nemohla v dětství navštěvovat školu. Její otec ji vyučoval katechizmus, díky čemuž mohla snáze přijmout první svaté přijímání a svátost biřmování. V dětství projevila zájem stát se řeholnicí.
Roku 1917 jí byla diagnostikována střevní infekce, která jí způsobovala velké bolesti a vyžadovala speciální dietu. Svoje choroby však vždy odevzdaně přijímala. Roku 1924 ji postihla duševní choroba, nejspíše zděděná po matce. S křehkým zdravím byla přijata do sanatoria La Purissima v Granadě. Během pobytu v sanatoriu se věnovala životu sv. Terezie z Lisieux.
Přes své chatrné zdraví podnikla v srpnu roku 1926 pouť do Lisieux, kde onemocněla tuberkulózou. Poté se spolu s rodiči přestěhovala do Alhambry v Granadě, avšak její tuberkulóza se stále zhoršovala. Poslední měsíce svého života byla odkázána na péči ostatních.
Zemřela dne 13. května 1927 ve svých 22 letech na tuberkulózu. Nejprve byla pohřbena v rodinné hrobce v Grenadě. Dne 13. května 1978 byly ostatky přeneseny do Alhambry v Granadě a od 29. listopadu 2007 je pohřbena ve svatyni Nuestra Señora del Perpetuo Socorro, taktéž v Granadě.
Její matka zemřela roku 1937, načež se její otec stal redemptoristou a roku 1947 byl vysvěcen na kněze. Zemřel roku 1957.

## Úcta
Její beatifikační proces započal roku 1938. Dne 5. května 2020 ji papež František podepsáním dekretu o jejích hrdinských ctnostech prohlásil za ctihodnou. Ve stejný den byl za ctihodného prohlášen také její otec. Dne 21. května 2022 byl uznán zázrak na její přímluvu, potřebný pro její blahořečení.
Blahořečena pak byla dne 6. května 2023 v katedrále Vtělení v Granadě. Obřadu předsedal jménem papeže Františka kardinál Marcello Semeraro.
Její památka je připomínána 13. května. Většinou bývá zobrazována ve své posteli, držící sošku Ježíška.